# Rapsodie v modrém
Rapsodie v modrém (anglicky Rhapsody in Blue) je nejznámější skladba amerického hudebního skladatele George Gershwina. Biografické podklady udávají, že vznikla pro orchestr dirigenta Paula Whitemana, který si všiml Gershwinova svérázného talentu zhodnotit jazzové a afroamerické hudební podněty, jako je blues. Skladatele zaujal Whitemanův návrh, aby přenesl toto cítění do kompozice v symfonickém tvaru. V níže citovaném filmu, ve kterém hrají autentické postavy Gershwinova života (např. sám dirigent Paul Whiteman nebo klavírní virtuos Oscar Levant, zasvěcený interpret této skladby), uvažuje Gershwin (ve scénáři) o kompozičním projektu rapsodie "in blues", tedy rapsodie bluesové. Nápad ho fascinuje, ale dospěje k slovnímu spojení Rhapsody in Blue. "Blue", zvláště zde, není tedy jen označení barvy, ale má význam též "smutný, sklíčený, skleslý" a také ovšem obsahuje silnou vnitřní návaznost k formě blues. Tak nějak se roku 1924 zrodila Rhapsody in Blue.
V kompozici, kterou pro Gershwina instrumentoval aranžér Whitemanova orchestru Ferdinand Grofé se zdůrazněním speciálních jazzových efektů (wha-wha efekt trombónu, glissando klarinetu, kterým skladba začíná, užití nástrojů jazzového orchestru a jeho rytmiky apod.), hraje blues ústřední roli. Skladbu měl Grofé k dispozici v Gershwinově původní verzi pro dva klavíry a její působivé aranžmá pro jazzový orchestr a sólový klavír mu vyneslo obecné uznání hudební obce. K instrumentaci se pak Grofé ještě znovu vrátil a v roce 1942 skladbu upravil pro sólový klavír s velkým symfonickým orchestrem. V této podobě bývá dnes na koncertech hrána.
Úspěch Rhapsody in Blue je založen na originálním spojení symfonické struktury s jazzovým podhoubím (kořeny černošských blues, blue notes, svérázná harmonie, swingová rytmika atd.). Gershwin byl vybaven mimořádnou melodickou i harmonickou invencí a obdiv zaslouží i jeho stylizační bohatství klavírního partu. Vstřebal do sebe jazzovou kulturu, kterou znal důvěrně od chlapeckých let a jejíž znalost si neustále prohluboval, dokonce samostatným studiem (v období, kdy připravoval operu Porgy a Bess). Toto vše bylo v porovnání s evropskou hudbou novou živou vodou, jejíž sílu uznávali i přední skladatelé světových jmen jeho doby. Na příklad sám Maurice Ravel, který vyšel z těsné blízkosti tvorby Clauda Debussyho, neváhal se v takovém proudu rovněž smočit (například v Klavírním koncertu G-Dur) - stejně jako třeba Bohuslav Martinů nebo Arthur Honegger. Pro Jaroslava Ježka byla Rhapsody in Blue životním objevem. Je třeba se ovšem smířit s tím, že je skladba orientována k jinému ideálu, než jaký patřil hlavnímu neoklasickému proudu, což ukazují také některá její odmítnutí (Leonard Bernstein). Pro Gershwina však byla jednoznačným vítězstvím, neboť se stala už za jeho života jedním ze symbolů svébytné americké hudby v koncertní oblasti.

## Stejnojmenný film
Tento název nese i stejnojmenný film režiséra Irwinga Rappera z roku 1945 o životním příběhu George Gershwina. Film získal dvě nominace na Oscara – za hudbu a zvuk.